# UFC 170
UFC 170: Rousey vs. McMann fue un evento de artes marciales mixtas celebrado por Ultimate Fighting Championship el 22 de febrero de 2014 en el Mandalay Bay Events Center en Las Vegas, Nevada.

## Historia
El evento estelar contó con una pelea de mujeres por el Campeonato de Peso Gallo entre la campeona Ronda Rousey y la ex olímpica Sara McMann.
La pelea entre Gilbert Meléndez y Khabib Nurmagomedov estaba vinculada brevemente a este evento. Sin embargo, la pelea fue posteriormente cancelada debido a razones no reveladas.
Se esperaba que la pelea entre Rafael dos Anjos y Rustam Khabilov tuviera lugar en esta tarjeta. Sin embargo, la pelea fue cancelada debido a una lesión.
Se esperaba una pelea entre Rashad Evans y Daniel Cormier que tendría lugar en esta tarjeta. Sin embargo, la pelea fue retirada de esta tarjeta debido a que Evans sufrió una lesión en la pierna. Fue reemplazado por el veterano recién llegado e invicto de Strikeforce Patrick Cummins.

## Resultados
1. ↑  Por el Campeonato de Peso Gallo de Mujeres de UFC.

## Premios extra
Cada peleador recibió un bono de $50,000.
- Pelea de la Noche: Rory MacDonald vs. Demian Maia
- Actuación de la Noche: Ronda Rousey y Stephen Thompson